# バランザーテ
バランザーテまたはバランツァーテ（伊: Baranzate）は、イタリア共和国ロンバルディア州ミラノ県にある、人口約12,000人の基礎自治体（コムーネ）。
2004年6月8日にボッラーテから分離した。
イタリアを代表する建築家、アンジェロ・マンジャロッティ (Angelo Mangiarotti, 1921年2月26日生まれ) によって設計された「バランザーテの教会」（1957年竣工）がある。

## 地理

### 位置・広がり
県都ミラノから北西へ7kmの距離にある。

#### 隣接コムーネ
隣接するコムーネは以下の通り。
- ボッラーテ
- ミラノ
- ノヴァーテ・ミラネーゼ

### 地震分類
イタリアの地震リスク階級 (it) では、4 に分類される
。